# 遠藤胤相
遠藤 胤相（えんどう たねすけ）は、江戸時代中期の近江国三上藩の世嗣。

## 略歴
寛延2年（1749年）、若狭国小浜藩主・酒井忠与の次男として誕生。
3代藩主・遠藤胤忠の養子となり、その娘である光顔院と婚約する。天明3年（1783年）に徳川家治に拝謁するが、天明5年（1785年）6月18日に死去した。享年37。戒名は霊信院素淳。
このため、胤忠は新たな養子として三河吉田藩松平家から胤富を迎えている。